# Иван Матвеич
Иван Матвеич — рассказ А. П. Чехова. Написан в 1886 году, впервые опубликован в «Петербургской газете» № 60 3 марта 1886 года. 

## Публикации
Рассказ Иван Матвеич был впервые опубликован в «Петербургской газете» № 60 3 марта 1886 года с подписью А. Чехонте.
В отредактированной версии рассказ был включен в сборник «Пёстрые рассказы». 24 марта 1899 года Петр Перцов, узнав о предстоящем издании, предположил, что Чехов мог бы включить в собрание своих сочинений несколько рассказов из сборника «Пёстрые рассказы». Среди этих рассказов он назвал и «Иван Матвеич», который Перцов назвал «очень хорошим». Чехов, видимо, откликнулся на просьбу и включил рассказ в первый том собрания сочинений, издаваемого Адольфом Марксом в 1899—1901 годах.
При жизни Чехова рассказ был переведен на болгарский, немецкий и сербскохорватский языки.

## Фон
История, описанная в рассказе Иван Матвеич частично имела место в биографии писателя. Михаил Чехов вспоминал: «Самый герой этого рассказа, Иван Матвеич, списан с моего же брата Ивана, когда тот еще до поступления своего в учителя, нуждаясь в заработке, ходил через всю Москву к жившему тогда в Сокольниках писателю П. Д. Боборыкину записывать под его диктовку».

## Сюжет
Известного учёного (прототип — писатель), сильно раздражает Пётр Данилыч, который порекомендовал ему молодого переписчика. Переписчик Иван Матвеич постоянно задерживается на два-три часа. Учёный хочет отругать переписчика, не заплатить ему за работу и вышвырнуть вон. Приходит переписчик и объясняет, что он был у тётки на именинах, а тётка вёрст за шесть отсюда живёт. Учёный поит переписчика чаем и усаживает за работу.